# 戦場 (1949年の映画)
『戦場』（せんじょう、Battleground）は、1949年のアメリカ合衆国の戦争映画。監督はウィリアム・A・ウェルマン、出演はヴァン・ジョンソンとジョン・ホディアクなど。元RKOのドア・シャリーがMGMに移って初めて製作した作品である。

## ストーリー
第二次大戦末期の1944年12月。ドイツ軍はベルギーでバルジの戦いと呼ばれる反転攻勢を開始。アメリカ陸軍101空挺師団の軍曹キニーが率いるI中隊第3小隊第2分隊にもベルギーへの移動命令が出る。若い補充兵レイトンやジャーナリスト出身のジャービス、気のいいホリーら帰国を心待ちにしていた兵士達は当惑しながらも戦地へ向かう。部隊は要衝の地バストーニュに到着。霧が包む森に布陣するが、ドイツ軍に情報が漏れており偵察に出たロドリゲスが戦死。砲撃が続き、軽武装の兵士達は苦戦を強いられる。ウォルウィッツ軍曹も負傷、病気のスタンディファードと共に戦線を離脱。軍曹の役目はホリーが引き継ぐ。鉄道を巡って戦闘となり、ドイツ軍を撃退するが、アブナーが戦死、ハンセンも負傷して野戦病院へ送られる。ドイツ軍の将校に降伏を勧められるが拒否。しかし悪天候のため補給が間に合わず戦闘不能のところまで追い込まれる。やがて天候が好転。空輸による補給が再開し、大量の武器を手にしたアメリカ軍は大攻勢に出る。キニーの部隊も連戦連勝を続けるが、軍の首脳は重武装の機甲部隊の投入を始めており、彼等は伝説の部隊に過ぎなくなっていた。追加投入される歩兵部隊とは逆方向にキニーの号令で一行は足取り高く行進して行く。

## キャスト
| 役名               | 俳優                     | 日本語吹替 | 日本語吹替 |
| 役名               | 俳優                     | テレビ版1  | テレビ版2  |
| ------------------ | ------------------------ | ---------- | ---------- |
| ホリー             | ヴァン・ジョンソン       | 家弓家正   | 羽佐間道夫 |
| ジャービス         | ジョン・ホディアク       | 近石真介   | 納谷悟朗   |
| ロドリゲス         | リカルド・モンタルバン   | 中曽根雅夫 | 大塚周夫   |
| ポップ             | ジョージ・マーフィ       |            | 北村弘一   |
| レイトン           | マーシャル・トンプソン   |            |            |
| スタンディファード | ドン・テイラー           |            |            |
| キニー             | ジェームズ・ホイットモア |            |            |
| ガービー           | ジェームズ・アーネス     |            |            |

- 字幕翻訳：伊藤美穂（BSプレミアム／プレミアムシネマ版[3]）

## 映画賞受賞・ノミネート
| 賞                   | 部門           | 候補                      | 結果       |
| -------------------- | -------------- | ------------------------- | ---------- |
| アカデミー賞         | 作品賞         |                           | ノミネート |
| アカデミー賞         | 助演男優賞     | ジェームズ・ホイットモア  | ノミネート |
| アカデミー賞         | 監督賞         | ウィリアム・A・ウェルマン | ノミネート |
| アカデミー賞         | 脚本賞         | ロバート・ピロッシュ      | 受賞       |
| アカデミー賞         | 撮影賞（白黒） | ポール・C・ヴォーゲル     | 受賞       |
| アカデミー賞         | 編集賞         | ジョン・D・ダニング       | ノミネート |
| ゴールデングローブ賞 | 助演男優賞     | ジェームズ・ホイットモア  | 受賞       |
| ゴールデングローブ賞 | 脚本賞         | ロバート・ピロッシュ      | 受賞       |